# Mariam Usman
Mariam Usman, née le 9 novembre 1990, est une haltérophile nigériane.

## Carrière
Mariam Usman est née à Kaduna et se met à l'haltérophilie afin de combattre le harcèlement exercé par les garçons. Elle débute sur la scène internationale en 2007, remportant trois médailles d'argent dans la catégorie des plus de 75 kg aux Jeux africains de 2007 à Alger, et se classe neuvième dans cette catégorie aux Championnats du monde à Chiang Mai. Elle se qualifie pour les Jeux olympiques d'été de 2008 à Pékin en remportent la médaille d'or des plus de 75 kg aux Championnats d'Afrique 2008 à Strand.
Aux Jeux de Pékin, Usman concourt dans la catégorie des plus de 75 kg et termine initialement à la cinquième place, avant d'être reclassée à la troisième place, synonyme de médaille de bronze, après que les médaillées d'argent et de bronze, Olha Korobka et Mariya Grabovetskaya, aient été suspendues en août 2016 après avoir été testées positives à la déhydrochlorméthyltestostérone,. Cinquième au total lors des Championnats du monde d'haltérophilie 2009 à Goyang, elle obtient trois médailles d'argent aux Jeux du Commonwealth de 2010 à Delhi. Médaillée d'or au total lors des Championnats d'Afrique d'haltérophilie 2011 au Cap, elle obtient le bronze au total lors des Championnats du monde d'haltérophilie 2011 à Paris.
Mariam Usman se qualifie pour les Jeux olympiques d'été de 2012 à Londres en étant sacrée championne d'Afrique en 2012 à Nairobi, mais à Londres, elle échoue lors de l'épaulé-jeté et n'est donc pas classée. Elle connaît plus de succès par la suite, obtenant l'or aux Championnats du Commonwealth 2013 à Penang ainsi qu'aux Jeux du Commonwealth de 2014 à Glasgow. Aux Jeux africains de 2015 à Brazzaville, elle remporte la médaille d'argent. Elle finit 17e aux Championnats du monde d'haltérophilie 2015 à Houston.
Elle est à nouveau sacrée lors des Championnats d'Afrique d'haltérophilie 2016 à Yaoundé, et fait partie de la délégation nigériane aux Jeux olympiques d'été de 2016 à Rio de Janeiro, où elle termine à la huitième place dans la catégorie des plus de 75 kg. Usman met sa performance sur la faute du manque d'opportunités d'entraînement qui lui sont données au Nigeria et déclare qu'elle ne concourera plus au niveau international pour le Nigeria.

## Palmarès

### Jeux olympiques
- 2008 à Pékin
  -  Médaille de bronze en plus de 75 kg

### Championnats du monde
- 2011 à Paris
  -  Médaille de bronze au total en plus de 75 kg.
  -  Médaille de bronze à l'épaulé-jeté en plus de 75 kg.

### Jeux africains
- 2015 à Brazzaville
  -  Médaille d'argent au total en plus de 75 kg.
  -  Médaille d'argent à l'arraché en plus de 75 kg.
  -  Médaille d'argent à l'épaulé-jeté en plus de 75 kg.
- 2007 à Alger
  -  Médaille d'argent au total en plus de 75 kg.
  -  Médaille d'argent à l'arraché en plus de 75 kg.
  -  Médaille d'argent à l'épaulé-jeté en plus de 75 kg.

### Championnats d'Afrique
- 2016 à Moscou
  -  Médaille d'or au total en plus de 75 kg.
  -  Médaille d'or à l'arraché en plus de 75 kg.
  -  Médaille d'or à l'épaulé-jeté en plus de 75 kg.
- 2012 à Nairobi
  -  Médaille d'or au total en plus de 75 kg.
  -  Médaille d'or à l'arraché en plus de 75 kg.
  -  Médaille d'or à l'épaulé-jeté en plus de 75 kg.
- 2011 au Cap
  -  Médaille d'or au total en plus de 75 kg.
  -  Médaille d'or à l'arraché en plus de 75 kg.
  -  Médaille d'or à l'épaulé-jeté en plus de 75 kg.
- 2008 à Strand
  -  Médaille d'or au total en plus de 75 kg.
  -  Médaille d'or à l'arraché en plus de 75 kg.
  -  Médaille d'or à l'épaulé-jeté en plus de 75 kg.

### Jeux du Commonwealth
- 2014 à Glasgow
  -  Médaille d'or au total en plus de 75 kg.
  -  Médaille d'or à l'arraché en plus de 75 kg.
  -  Médaille d'or à l'épaulé-jeté en plus de 75 kg.
- 2010 à Delhi
  -  Médaille d'argent au total en plus de 75 kg.
  -  Médaille d'argent à l'arraché en plus de 75 kg.
  -  Médaille d'argent à l'épaulé-jeté en plus de 75 kg.